# برگ و باد (مجموعه تلویزیونی)
برگ و باد نام مجموعه تلویزیونی به نویسندگی و کارگردانی فیاض موسوی و محصول سال ۷۷–۱۳۷۶ است که برای اولین بار در ۵ مهر ۱۳۷۸ از برنامه سیمای خانواده شبکه اول سیما و برای دومین بار در ۱۶ اردیبهشت ۱۳۸۲ پخش شده است. در این سریال رضا رویگری، مهشید افشارزاده، زویا امامی، نیکو خردمند و دکتر غلامرضا طباطبایی به ایفای نقش پرداخته‌اند. موسیقی این فیلم را فردین خلعتبری ساخته و تیتراژ پایانی این سریال، با شعری از سهیل محمودی و با صدای تورج شعبانخانی است.

## بازیگران
- رضا رویگری
- مهشید افشارزاده
- زویا امامی
- نیکو خردمند
- افسانه چهره‌آزاد
- غلامرضا طباطبایی
- نعیمه نظام‌دوست
- علیرضا درخشان
- محمد قاسمی
- مهدی علی‌بخشی
- مونا بکینه
- منوچهر علی‌پور
- محمد ابهری
- حسن کاخی
- رضا مختاری
- محمود مقامی
- زهره صفوی
- زهره داودی
- پروین میکده
- داریوش سلیمی
- حسین عیدیوندی
- محمود مزینانی